# Вечное зло
«Вечное зло» (англ. Forever Evil ) — американский фильм ужасов 1987 года, снятый Роджером Эвансом. В ролях Ред Митчелл, Трейси Хаффман и Чарльз Л. Троттер.

## Сюжет
Три пары проводят вечер в хижине на берегу озера. Его жену находят разорванной на части, а ребёнок исчез. Затем умирают двое гостей и Марк остается единственным выжившим. После нападения зомби-подобного существа, которому он вырывает глаз, Деннинг спотыкается на ближайшем шоссе, где его сбивает машина. Он просыпается в больнице, а полиция начинает расследование убийства.
Деннинг беседует с другой женщиной Региной, которая пережила подобную бойню. Вместе они посещают экстрасенсов и изучают книги: «Некрономикон», книгу «Потерянные боги», «Врата и ключ» Варда и «Хроники Йог-Котага». Им становется ясно, что эти убийства - жертвоприношения и теперь некое существо вновь «возвращается». Деннинг использует «он» для обозначения Древнего бога Йог-Котага. У него есть теория, что убийства совпадают с пульсациями определённых квазаров в определённые годы. Убийства образуют пентаграмму, которая является «злым» символом Йог-Котага. Деннинг считает, что Йог-Котаг был «настолько жутким, что другие боги ополчились на него и заключили в тюрьму на квазаре».
Зомби снова появляется и атакует Деннинга и Реджи. Они пытаются убить его несколько раз, но каждый раз он возвращается к жизни. Наконец, зомби выслеживает и пронзает Деннинга мистическим кинжалом. Деннинг вытаскивает кинжал и пронзает им зомби. Все это время в округе действовал таинственный культ, посвященный возвращению Йог-Котага на Землю. Сектанты совершили серию периодических ритуальных убийств за последние десятилетия при помощи призыванных зомби. В финале Йог-Котаг говорит через тело Деннинга и втягивает главу культа в пустоту, провозглашающего: «Ты подвел меня!».

## В ролях
- Красный Митчелл в роли Марка Деннинга
- Трейси Хаффман в роли Реджи
- Чарльз Л. Троттер в роли Лео
- Ховард Якобсен в роли Нэш
- Дайан Джонсон в роли Холли
- Кент Т. Джонсон в роли зомби

## Премьера
«Вечное зло» был выпущен в сильно отредактированном виде на VHS в мае 1990 года. Позже он был впервые выпущен на DVD компанией VCI Video 30 ноября 2004 года. VCI позже перевыпустит фильм 11 сентября 2012 года как часть своего пакета фильмов «Scream Theater Double Feature» вместе с «Дети не должны играть с мертвецами» (1972).

## Критика
«Вечное зло» получил в основном негативную реакцию критиков, многие назвали его ещё одним «плагиатом Зловещих мертвецов».
Автор Джон Стэнли дал фильму отрицательную рецензию, заявив, что фильм «оживает только с появлением зомби-подобного существа, которого нельзя убить, несмотря на усилиями героев».
Чарльз Митчелл d своей книге «The Complete H.P. Lovecraft Filmography» пишет, что «хотя фильм позиционирует себя как ужас, на самом деле это скорее вдумчивая картина, а не кровавая трагедия. Таинственные элементы истории, раскрывают ее по частям в попытке сохранить интерес аудитории... Фильм может быть разочарованием, но это искренняя и стоящая попытка, учитывая имеющиеся средства».